# Eurytoma levivultus
Eurytoma levivultus is een vliesvleugelig insect uit de familie Eurytomidae. De wetenschappelijke naam is voor het eerst geldig gepubliceerd in 1957 door Bugbee.